# Polythore manua
Polythore manua – gatunek ważki z rodziny Polythoridae.